# 小行星25264
小行星25264（25264 Erickeen）是一颗绕太阳运转的小行星，为主小行星带小行星。该小行星于1998年11月发现。

## 轨道参数
小行星25264的轨道半长轴为412 116 300 km（2.7547881 UA），离心率为0.071。